# Condé-sur-l'Escaut
Condé-sur-l'Escaut (Nederlands: Konde) is een gemeente in het Franse Noorderdepartement (Frans: département du Nord) (regio Hauts-de-France). De gemeente maakt deel uit van het arrondissement Valenciennes. Condé-sur-l'Escaut telde op 1 januari 2022 9.297 inwoners.

## Geografie
De oppervlakte van Condé-sur-l'Escaut bedroeg op 1 januari 2022 18,4 vierkante kilometer; de bevolkingsdichtheid was toen 505,3 inwoners per km². De stad ligt op de samenvloeiing van de Hene en de Schelde, die rechtgetrokken en gekanaliseerd werd. Het Kanaal Pommerœul-Condé verbindt Condé met het Kanaal Nimy-Blaton-Péronnes in België.
De oude stadskern ligt in het zuiden van de gemeente. De bebouwing strekt zich uit naar het noorden door cités en arbeiderswijken, waaronder Macou en Lorette. De bebouwing sluit in het westen aan op die van buurgemeente Vieux-Condé.
In het noorden van het grondgebied ligt op de Belgische grens het Bos van Bon-Secours. Ten oosten van het stadscentrum liggen de meren Étang Chaboud-Latour en Étang de la Digue Noir.
De hoogte aan de kerk bedraagt 27 meter.

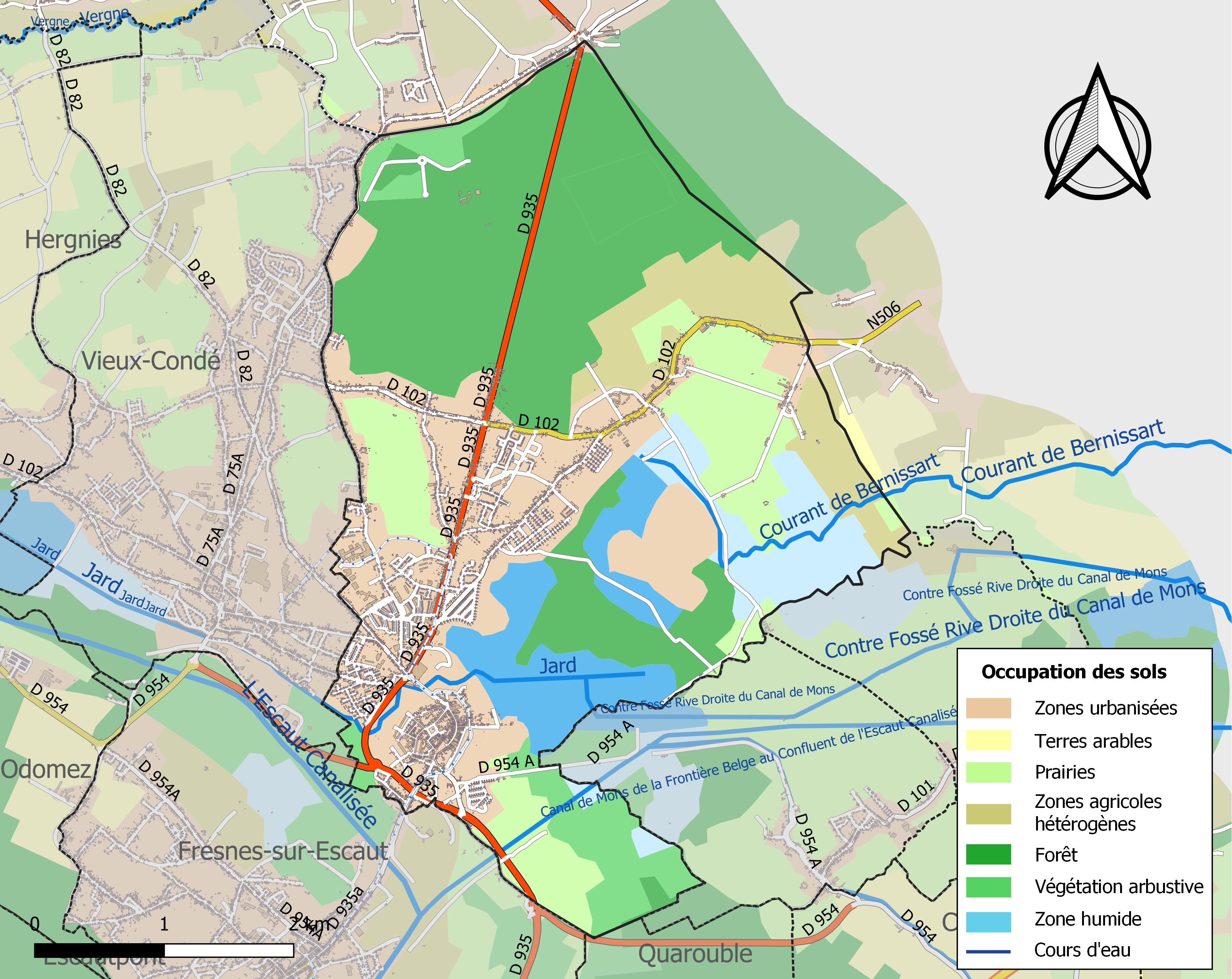
Kaart van de gemeente met belangrijkste infrastructuur, bodemgebruik en omliggende gemeenten

## Geschiedenis
De naam komt van het Keltisch Condat, wat samenvloeiing betekent, hier van de Schelde en de Hene. In Condé bevonden zich twee heerlijkheden van de heren van Condé.
De stad werd in de geschiedenis betwist door Frankrijk en Vlaanderen, en later de Spanjaarden. In 1678 werd de stad definitief Frans bij de Vrede van Nijmegen. Condé werd door Vauban verder uitgebouwd als vestingstad.
Dankzij de eerste semafoorlijn van Claude Chappe was de Nationale Conventie op 15 augustus 1794 bijna onmiddellijk op de hoogte dat republikeinse legers Condé hadden heroverd op de Coalitie. Nog dezelfde dag kon ze de burgers van Condé laten weten dat hun stad nu Nord-Libre heette. In 1810 werd dit opnieuw Condé. Ter onderscheid met gelijknamige gemeenten werd in 1887 de gemeentenaam uitgebreid met de naam van de rivier tot Condé-sur-l'Escaut.
De industriële ontginning van steenkool tot eind jaren 1980 zorgde voor een sterke groei van de stad in de 20ste eeuw.

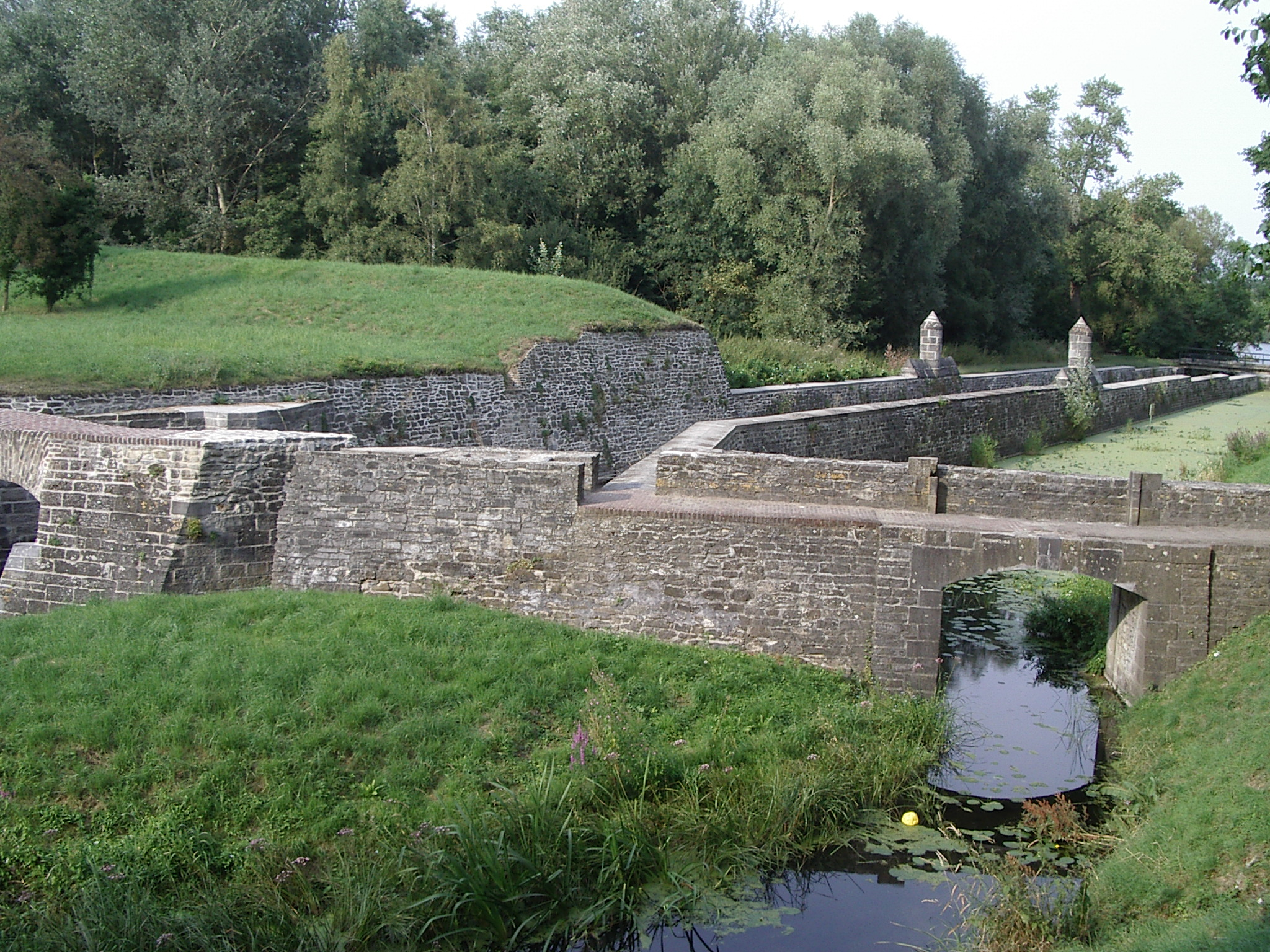
Vestingen
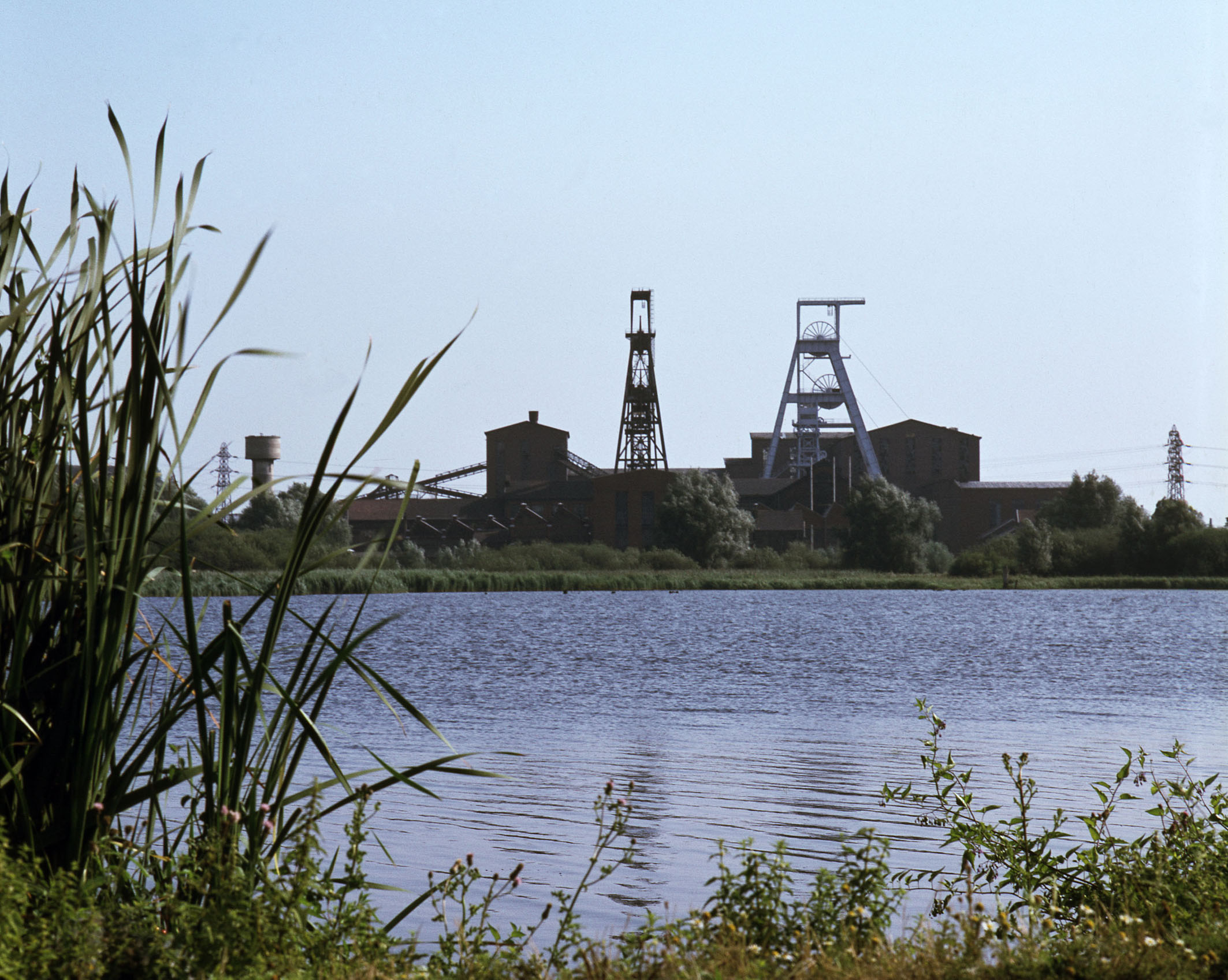
Fosse Ledoux

## Bezienswaardigheden
- De voormalige Spaanse vestingwerken van midden 17e eeuw, in 1935 geklasseerd als monument historique. In 1678 kwam Condé aan Frankrijk.
- De Porte Vautourneux uit de 17de eeuw, geklasseerd als monument historique in 1935
- Het Château de Bailleul uit de 15de eeuw. Het werd in 1904 geklasseerd als monument historique.
- Het voormalig kasteel van de graven van Henegouwen, later bekend als Ancien Arsenal, stamt van 1184 en werd later onderdeel van de stadsomwalling. In de 17e eeuw kwam het in gebruik als arsenaal. De donjon is nog aanwezig. Het kasteel werd in 1948 ingeschreven en in 2006 geklasseerd als monument historique.
- Het Château de l'Hermitage werd in de 18e eeuw gebouwd voor de familie Croÿ die de gronden bezat waarvoor in 1757 -op het kasteel- de eerste mijnbouwconcessie werd verleend. In 1924 werd het geklasseerd als monument historique. Het park, de tuin en de muren werden in 1928 geklasseerd.
- De Moulin de Croÿ, een watermolen van 1775 voorzien van een duiventoren, in 1948 ingeschreven als monument historique.
- Het Stadhuis uit 1773, in 2007 ingeschreven als monument historique.
- De Hoofdwacht (Corps de Garde) met belfort van 1789.
- De Sint-Wasnulfkerk (Église Saint-Wasnon) in het stadscentrum is een classicistisch kerkgebouw van 1751-1756 met daarnaast een toren van 1607.
- De Onze-Lieve-Vrouw-van-Lorettekerk (Église Notre-Dame de Lorette) in de wijk Macou is een bakstenen neogotisch kerkgebouw dat onttrokken is aan de eredienst.
- Op de gemeentelijke Begraafplaats van Condé-sur-l'Escaut bevindt zich een Brits militaire perk met zo'n 100 gesneuvelden uit de Eerste Wereldoorlog.
- De voormalige Fosse Ledoux, een mijnschacht die bestaan heeft van 1901-1989. De schachtbok is van 1951 en is het enige overblijfsel van deze belangrijke steenkoolmijn. In 1992 werd hij ingeschreven als monument historique

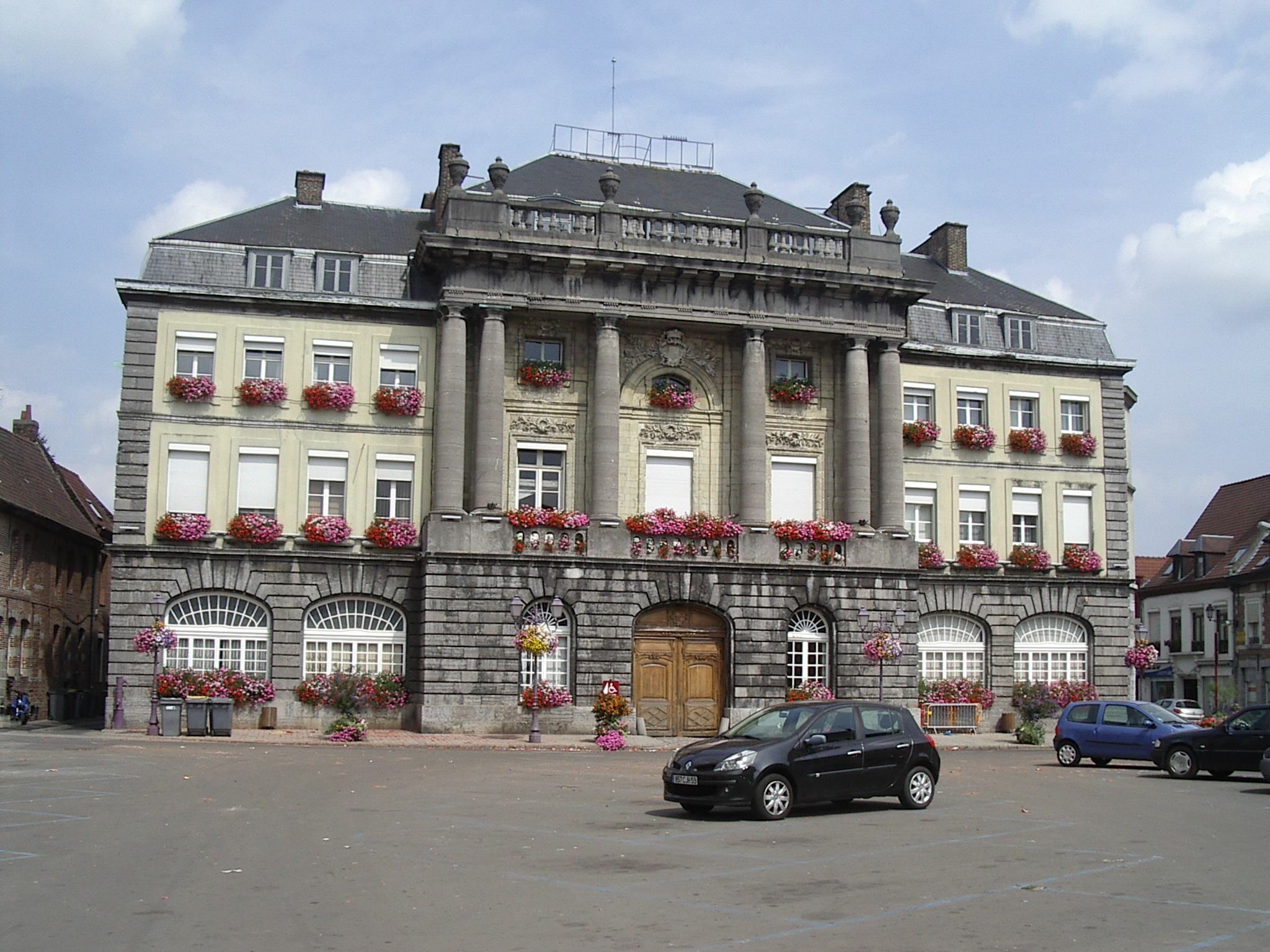
Stadhuis met een
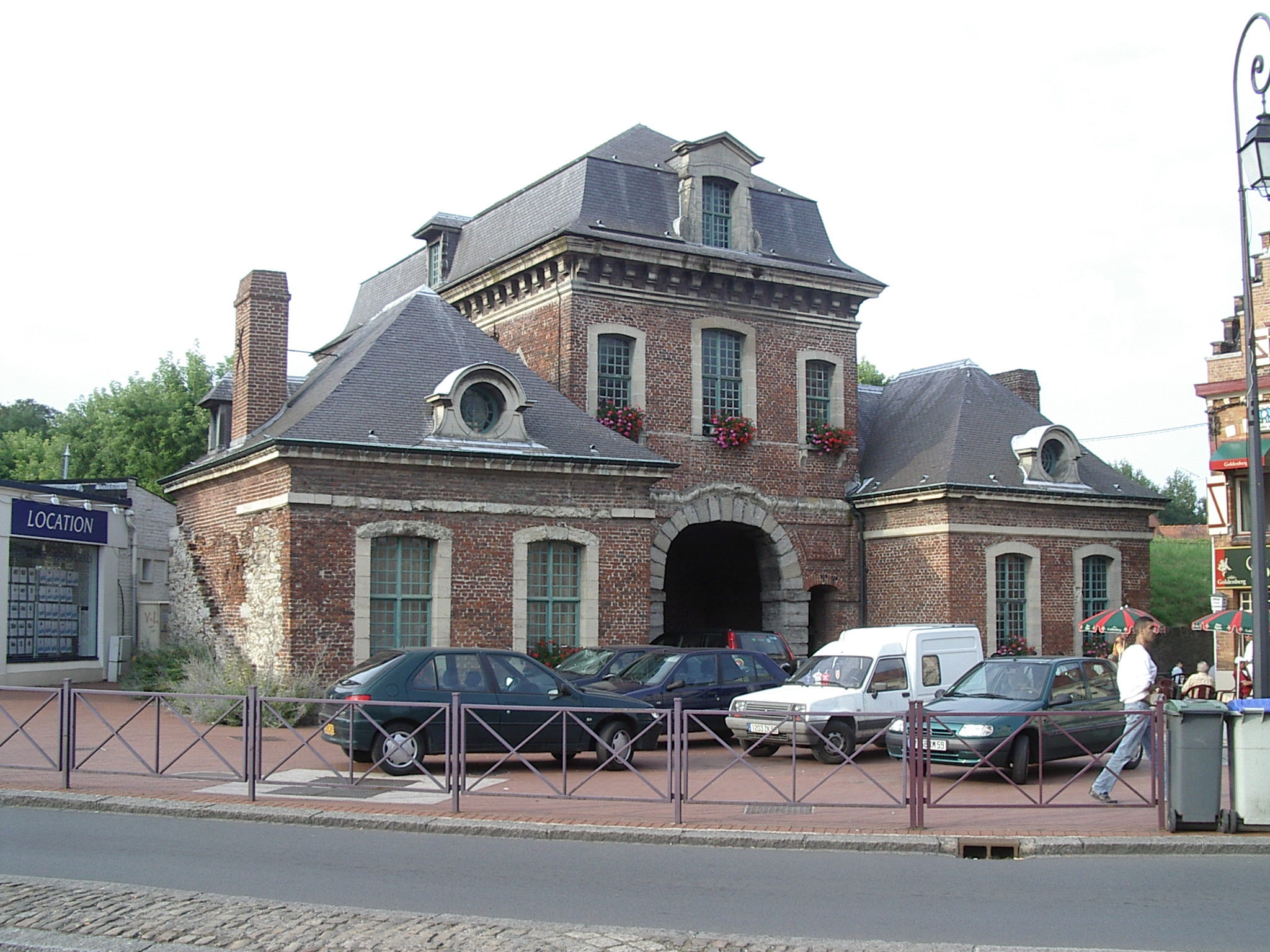
Porte Vautourneux
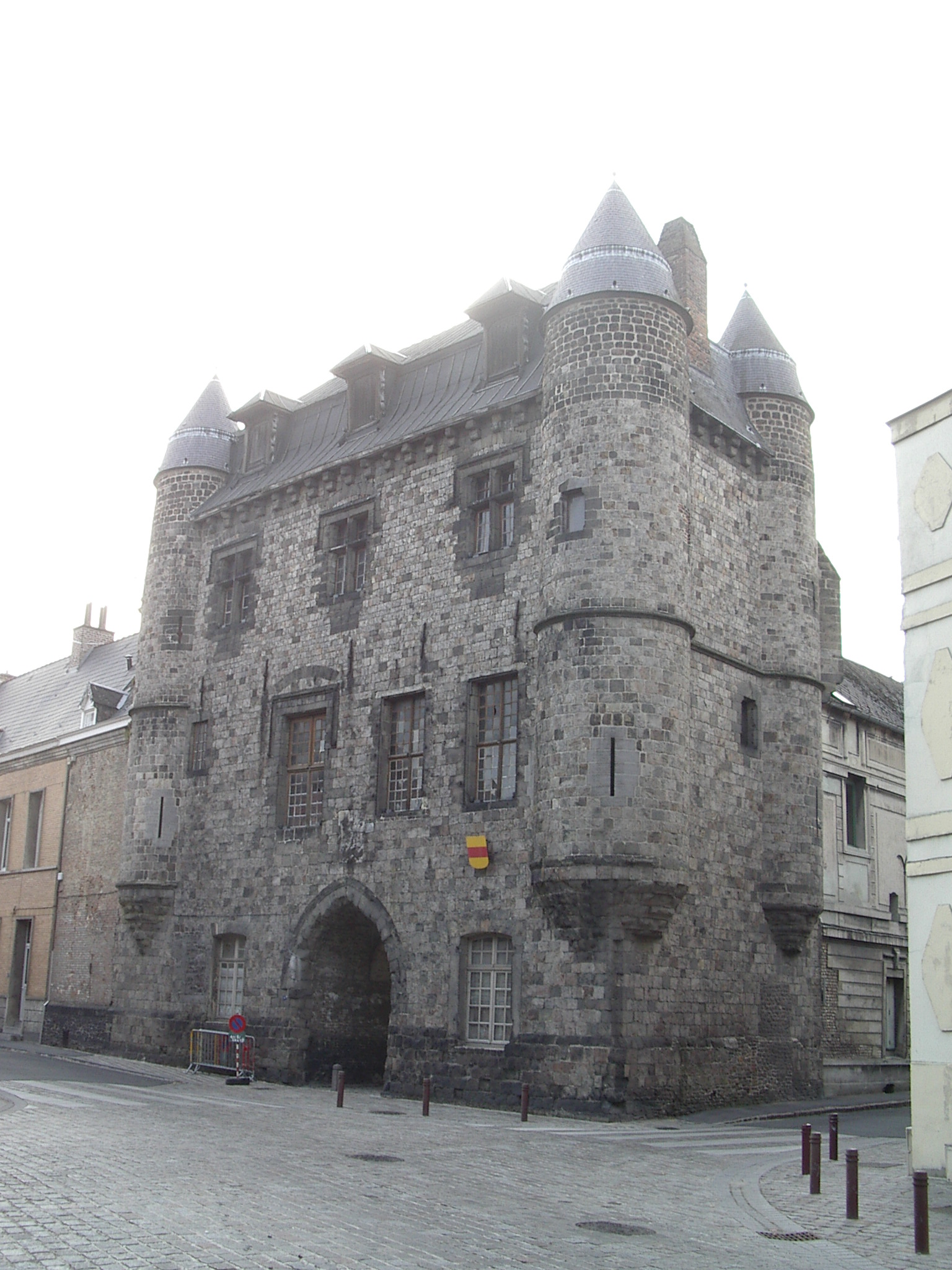
Château de Bailleul
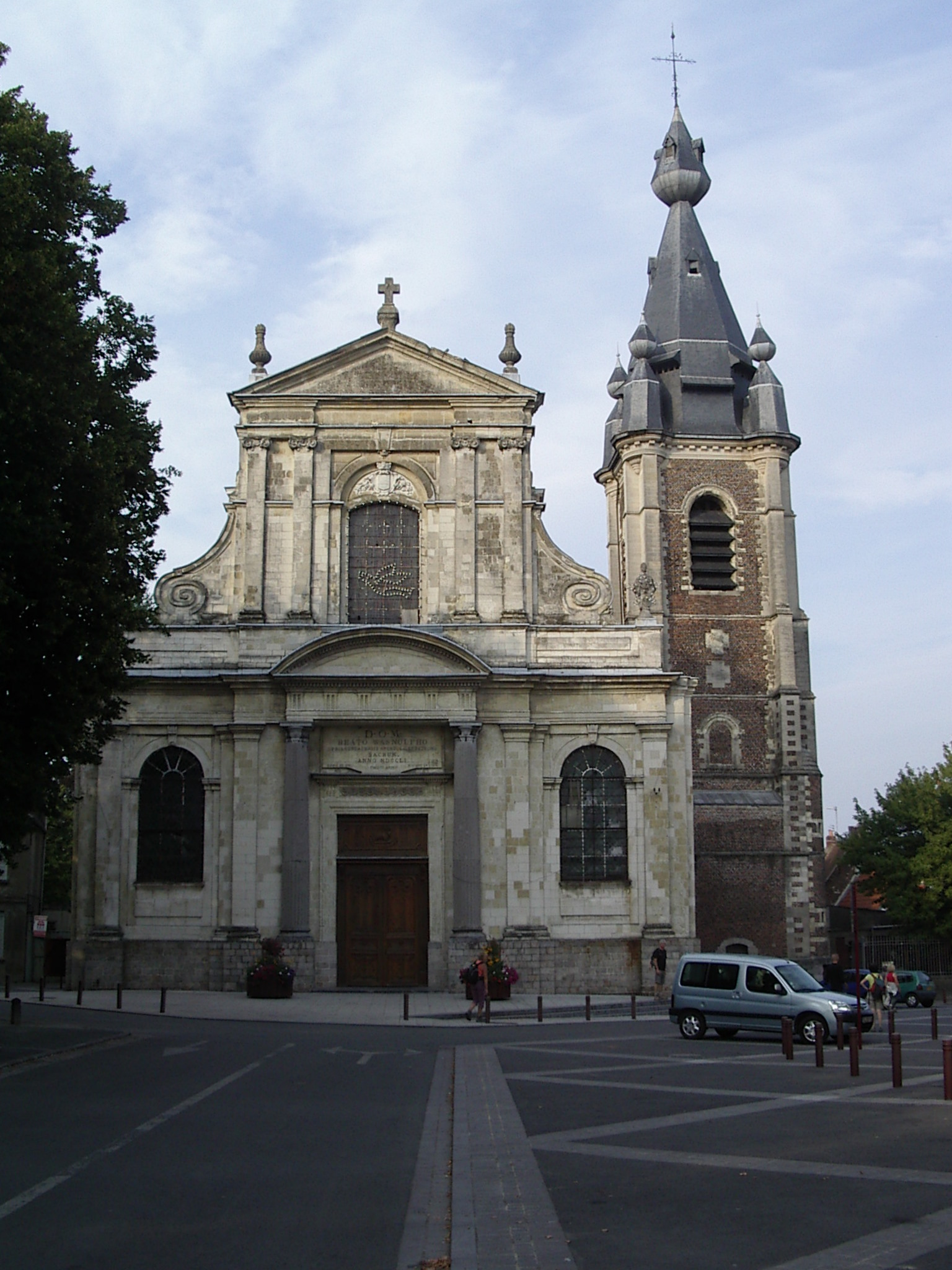
Église Sint-Wasnon
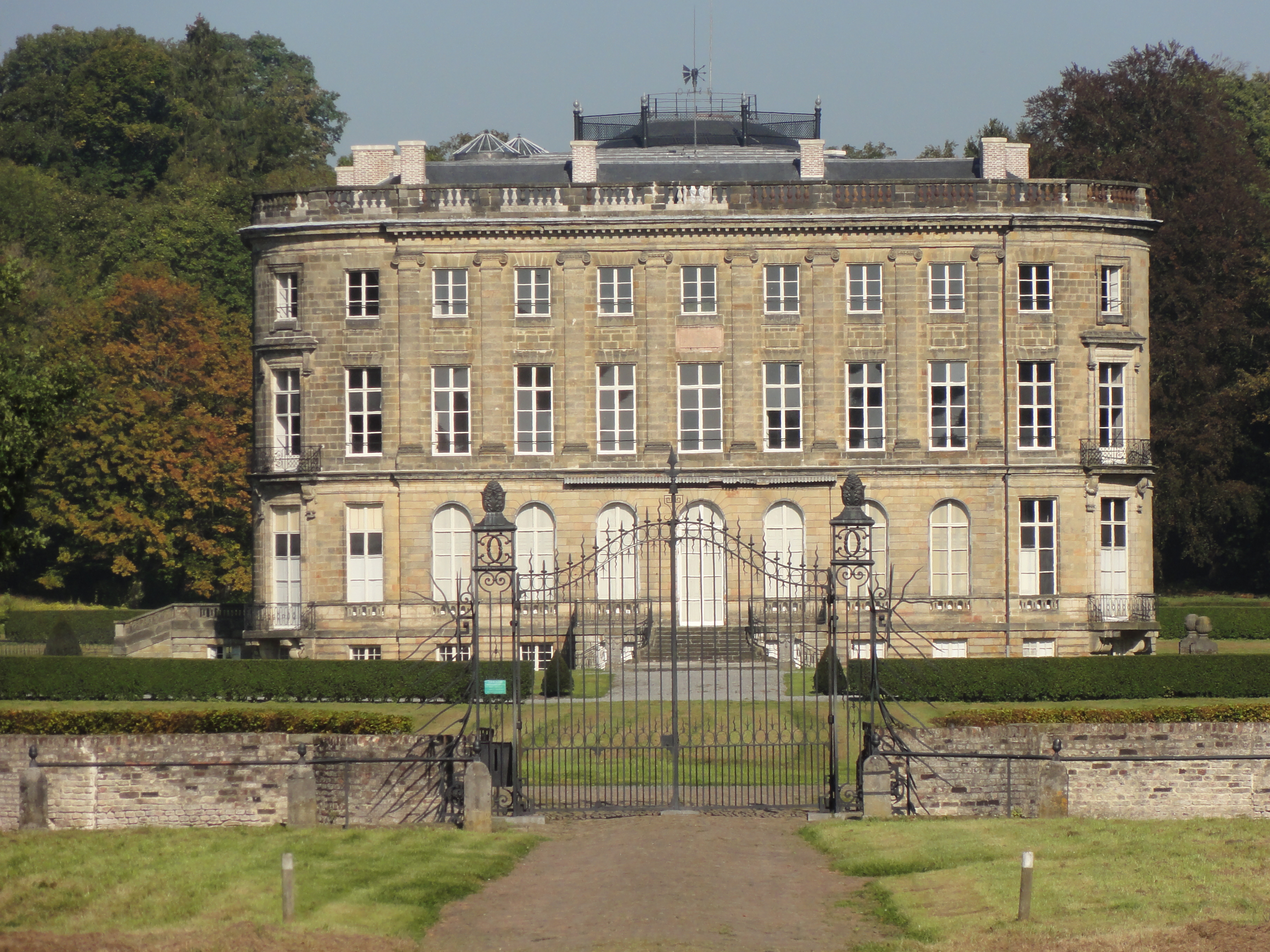
Château de l'Hermitage

## Demografie
Onderstaande figuur toont het verloop van het inwonertal (bron: INSEE-tellingen).

## Geboren in Condé-sur-l'Escaut
- Emanuel van Croÿ (1718-1784), edelman en militaire bevelhebber.
- Gustave Wettge (21 juli 1844) Frans componist en dirigent.
- Reinildis van Saintes, heilige.

## Overleden in Condé-sur-l'Escaut
- Josquin Des Prez (27 augustus 1521) Franco-vlaams componist.

## Nabijgelegen kernen
Fresnes-sur-l'Escaut, Thivencelle, Bon-Secours, Vieux-Condé, Bernissart